# Kurt Behling
Kurt Behling (* 4. Dezember 1906 in Thorn in Westpreußen; † 1975 in Hamburg) war ein deutscher Rechtsanwalt. In der Zeit des Nationalsozialismus war Behling Strafverteidiger am Volksgerichtshof. Er verteidigte nach Kriegsende mehrere Angeklagte in den Nürnberger Prozessen.

## Leben
Kurt Behling wurde in Jura promoviert. Nach Abschluss seines Studiums arbeitete er mehrere Jahre bei der AEG. Er trat zum 1. Mai 1933 der NSDAP bei (Mitgliedsnummer 2.270.151). Von 1938 bis 1945 war er Strafverteidiger am Volksgerichtshof in Berlin. Unter anderem setzte sich Behling zusammen mit Thomas Dehler erfolglos für die Begnadigung des am 10. Mai 1944 wegen „Wehrkraftzersetzung“ zum Tode verurteilten Hans Wölfel ein. Nach eigenen Angaben beantragte Behling die Zulassung als Verteidiger für Angeklagte des 20. Juli, wurde aber von Roland Freisler abgewiesen.
Im Frühjahr 1947 wechselte er von Berlin nach Nürnberg, nachdem ihn der ehemalige Justiz-Staatssekretär Franz Schlegelberger zur Verstärkung seiner Verteidigung im Juristenprozess angefordert hatte. Akkreditierte Verteidiger von Schlegelberger waren Egon Kubuschok und Hubertus Janicki. Im Krupp-Prozess war sein Mandant Ewald Loeser, diesmal trat Behling als Hauptverteidiger (principal defense counsel) auf. Im OKW-Prozess verteidigte Behling den Angeklagten Generalfeldmarschall Georg von Küchler. Schließlich vertrat er im RuSHA-Prozess den SS-Oberführer Konrad Meyer.
Behling kehrte nach seiner Nürnberger Zeit als Rechtsanwalt nach West-Berlin zurück und leitete dort 1951 die Berliner Rechtsschutzstelle, um einzelnen politischen Häftlingen in der DDR zu helfen. Diese Einrichtung war westlicherseits eine Vorläuferorganisation zum organisierten Häftlingsfreikauf. Jedoch stieß Behlings Vorschlag, eine direkte Verbindung nach Ost-Berlin aufzubauen, in Bonn auf Widerstand, da dies der Nicht-Anerkennung der DDR widersprochen hätte. Später ließ er sich in Hamburg-Sasel nieder, und war 1956 bis 1966 als Geschäftsführer der Bundesvereinigung der Deutschen Hefeindustrie tätig. In den 1970er-Jahren war er zudem Vertrauensanwalt des Auswärtigen Amtes und bemühte sich um die Freilassung von Deutschen, die in Ostblock-Ländern inhaftiert waren. Dabei stand er auch mit dem Ostberliner Unterhändler Wolfgang Vogel in Kontakt.

## Veröffentlichungen
- Das Nürnberger Juristenurteil. In: „SchlHA“, 1948, S. 37ff.
- Nürnberger Lehren. In: „Juristische Rundschau“, Band 1949, Heft 16, S. 502–505, doi:10.1515/juru.1949.1949.16.502
- Die Schuldausprüche im Nürnberger Juristenurteil vom 4./5. Dezember 1947. In: AVR, Bd. 2 (1950), S. 412 ff.
- The Nuremberg Judgements. In: Wilbourn E. Benton (Hrsg.): „Nuremberg: German Views of the War Trials“. Southern Methodist University Press, Dallas 1955, S. 177ff.